# تحصينات دربند
تحصينات دربند (التي نُسِخت أيضًا باسم ديربنت) أحد خطوط الدفاع المحصنة التي بناها الإمبراطورية الساسانية الفارسية لحماية الممر الشرقي لجبال القوقاز (" بوابات قزوين ") ضد هجمات شعوب القبائل الرحل من سهوب بونتيك - قزوين. بُنيت التحصينات في القرن السادس في عهد الإمبراطور الفارسي خسرو الأول واحتفظت بها مختلف الأنظمة العربية والتركية والفارسية اللاحقة، وهي تضم ثلاثة عناصر مميزة: قلعة نارين كالا في دربنت، وهي الجدران الطويلة المزدوجة التي تربطها ببحر قزوين في الشرق، و «سور القوقاز العظيم» في داغ باري الممتد من سفوح جبال دربند إلى سفوح القوقاز في الغرب. تم اعتبار مجمع الحصون موقع تراث عالمي لليونسكو في عام 2003.

## الخلفية والتحصينات الأولى في دربند
في العصور القديمة الكلاسيكية، كانت مستوطنة دربند ومنطقتها الأوسع ("بوابات قزوين") معروفة بموقعها الاستراتيجي بين بحر قزوين والتلال الشرقية لجبال القوقاز، التي تفصل المناطق المستقرة جنوب القوقاز عن البدو الرحل شعوب تسيطر على سهوب بونتيك - قزوين إلى الشمال. تشير الدلائل الأثرية إلى إنشاء مستوطنة محصنة على تل دربند في وقت مبكر من أواخر القرن الثامن قبل الميلاد، ربما تحت تأثير الغارات السكيثية. غطت هذه المستوطنة في البداية فقط الجانب الشمالي الشرقي الأكثر حماية من التل (حوالي 4-5 هكتارات)، ولكن على مدى القرنين السادس والرابع قبل الميلاد توسعت لتشمل كامل سطحه (ق. 15 هكتارا). كانت جدران تلك المستوطنة بارتفاع حوالي 2 متر (6.6 قدم) وبسمك أقصى 7 متر (23 قدم)، مع أدلة على التدمير وإعادة البناء على مدار الفترة.
بدأت المستوطنة في التوسع إلى ما وراء قلعة التل بداية من القرن الرابع قبل الميلاد، والتي أصبحت قلعة لمدينة متوسعة. أصبحت دربند مدمجة في مملكة ألبانيا القوقازية في القرن الأول قبل الميلاد، وربما كانت في أقصى الشمال. شهدت دربند فترة من الازدهار الكبير في القرون الثلاثة الأولى بعد الميلاد، ولكن استئناف غارات البدو الرحل في القرن الرابع (الآلان وبعدهم الهون) جعلها تعود بسرعة إلى دورها كمركز حدودي و «حد رمزي بين الحياة البدوية والزراعية». خضعت ألبانيا تحت السيطرة الساسانية في أواخر القرن الرابع الميلادي، وفي القرن الخامس كانت حصنًا على الحدود الساسانية ومقرًا لمراقبي المسيرات (المرزبان).

## إنشاء مجمع الحصون الساساني
في عهد خسرو الأول بنيت القلعة، وهناك أيضًا العديد من النقوش الفارسية الوسطى (البهلوية) على جدران القلعة والجدران الشمالية / الجنوبية داخل المدينة، وبعد الفتح الإسلامي لبلاد فارس كانت هناك نقوش عربية مختلفة على الجدران.

## التاريخ في وقت لاحق
تعد حصون دربند واحدة من مناطق الجذب السياحي الأكثر شعبية في مدينة حصون دربند وجمهورية داغستان. أطلقت الجماعات الإسلامية المتشددة النار على السياح فيها في عام 2015 وقتلوا شخص واحد وجرح 12. 

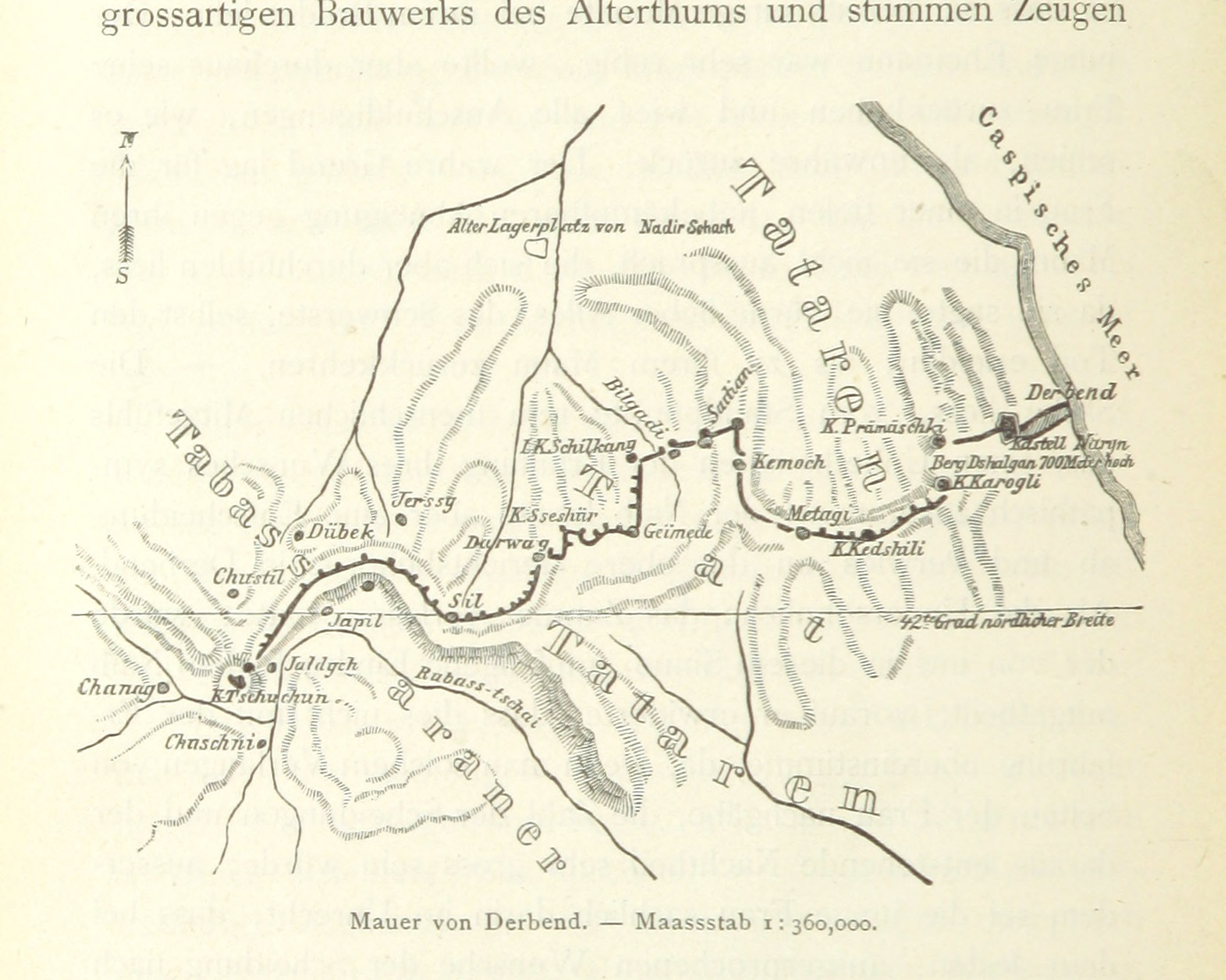
خريطة الحصون الساسانية في دربند, بواسطة رودريش فون إركيرت
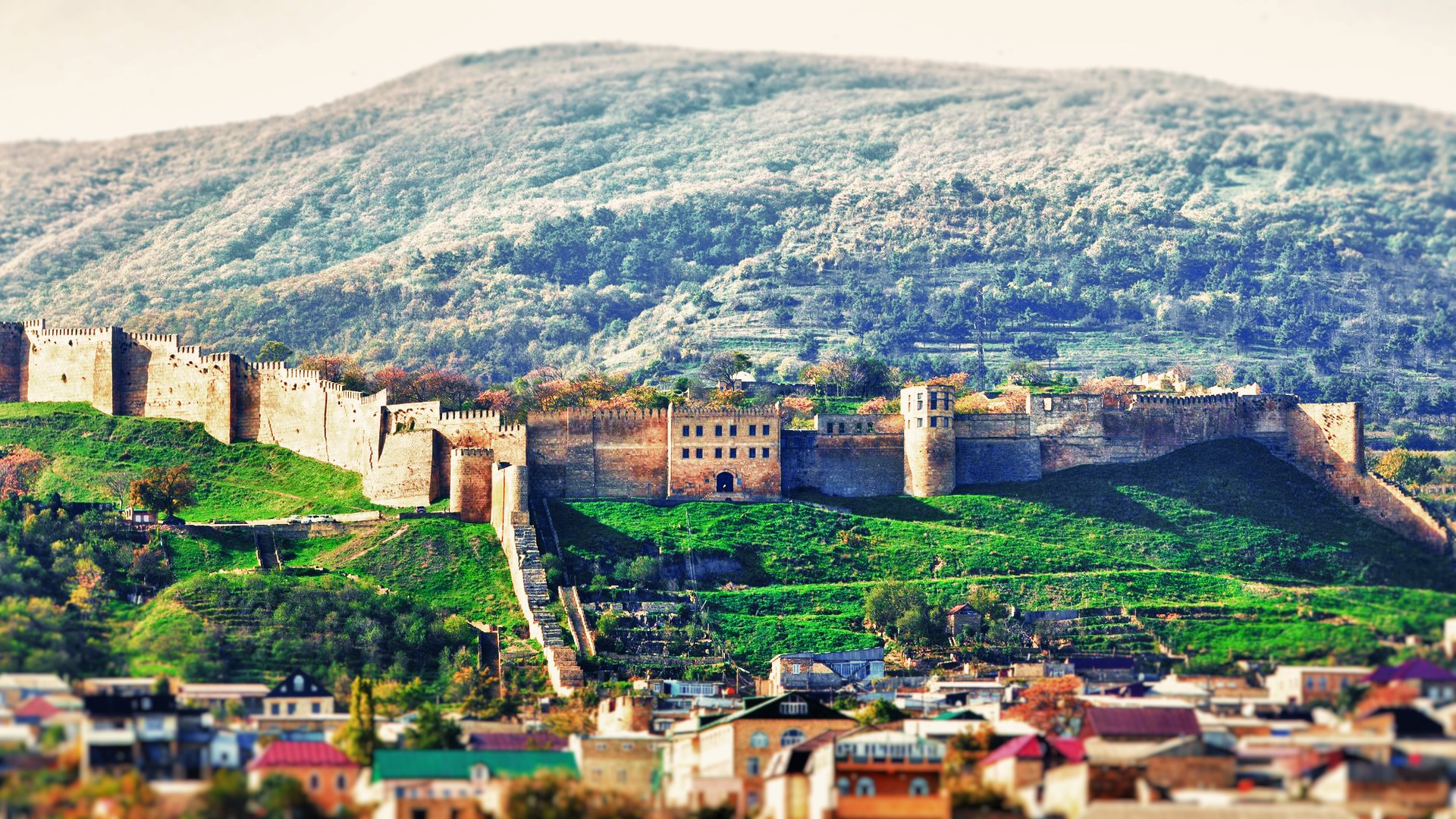
قلعة نارين كالا، وأسوار دربند.

## قائمة المصادر
- Gadjiev, M. S. (2008). "Даг-бары – Великая Кавказская стена". Дагестанские святыни (بالروسية). Makhachkala: Epokha. Vol. II. pp. 8–36. ISBN:978-5-98390-051-6.  Gadjiev, M. S. (2008). "Даг-бары – Великая Кавказская стена". Дагестанские святыни (بالروسية). Makhachkala: Epokha. Vol. II. pp. 8–36. ISBN:978-5-98390-051-6.  Gadjiev, M. S. (2008). "Даг-бары – Великая Кавказская стена". Дагестанские святыни (بالروسية). Makhachkala: Epokha. Vol. II. pp. 8–36. ISBN:978-5-98390-051-6.
- Gadjiev، Murtazali (2017). "DAGH BARY". Encyclopædia Iranica, online edition. مؤرشف من الأصل في 2019-05-24.
- Kettenhofen، Erich (1994). "DARBAND". Encyclopædia Iranica. ج. VII. ص. 13–19. مؤرشف من الأصل في 2019-05-24.
- بي بي سي: مسلحون في داغستان يقتلون شخصا في قلعة جنوب روسيا
- اليونسكو: القلعة والمدينة القديمة ومباني قلعة دربنت

## وصلات خارجية
- دربند اون لاين